# Irena Závadová
Irena Závadová (roz. Mařatková; * 12. července 1970, Praha) je česká lékařka, internistka a primářka mobilního hospice Cesta domů. Specializuje se na oblast paliativní medicíny.
V letech 1988 až 1994 vystudovala obor všeobecné lékařství na 1. lékařské fakultě Univerzity Karlovy (1997 atestace I. stupně, 2009 atestace II. stupně). Poté pracovala na IV. interní klinice pražské Všeobecné fakultní nemocnice 1994–1997), na klinice nefrologie IKEMu a na klinice hepatogastroenterologie Ústřední vojenské nemocnice v Praze.
Specializuje se na paliativní lékařskou péči. Od roku 2009 pracuje v lékařském týmu mobilního hospice Cesta domů. V roce 2012 získala atestaci v oboru paliativní medicína, následujícího roku pak primářskou licenci a od stejné doby působí jako primářka. Věnuje se také výuce, vede např. subkatedru paliativní medicíny na Institutu postgraduálního vzdělávání ve zdravotnictví.